# Bendologija
Bendologija je kompilacijski album Janeza Bončine - Benča. Skladbe z albuma so bile posnete v obdobju med 1969 in 1998. Album je bil izdan leta 1999 pri založbi Nika Records.
Leta 1999 je album prejel Zlatega petelina za najboljšo kompilacijo.

## Seznam skladb
| Št. | Naslov                                                          | Izvajalec                                      | Dolžina |
| --- | --------------------------------------------------------------- | ---------------------------------------------- | ------- |
| 1.  | „Kolo‟ (J. Bončina)                                             | Benč, Dado Topić, Aki Rahimovski, Bruno Langer | 0:30    |
| 2.  | „Oluja‟ (Z. Runjić/arr. D. Žgur)                                | Mladi levi                                     | 4:05    |
| 3.  | „Ritem srca‟ (J. Doblekar/J. Bončina/J. Doblekar)               | Srce                                           | 2:50    |
| 4.  | „Domovino moja‟ (T. Asanović/J. Bončina/T. Asanović)            | September                                      | 6:40    |
| 5.  | „Majko zemlja‟ (J. Bončina/arr. T. Asanović)                    | Legende YU Rocka                               | 4:45    |
| 6.  | „Maja z biseri‟ (J. Robežnik/D. Velkaverh/G. Forjanič)          | Benč & Grega Forjanič                          | 3:38    |
| 7.  | „Delavska‟ (J. Bončina/V. Vest/J. Bončina)                      | Junaki nočne kronike                           | 2:23    |
| 8.  | „Na noge!‟ (J. Bončina/V. Vest/J. Bončina)                      | Junaki nočne kronike                           | 5:17    |
| 9.  | „Gvendolina, kdo je bil?‟ (J. Bončina/D. Velkaverh/P. Grašič)   | Benč & prijatelji                              | 4:50    |
| 10. | „Ob šanku‟ (J. Bončina/B. Kastelic/G. Forjanič)                 | Benč & prijatelji                              | 6:17    |
| 11. | „Poet‟ (J. Bončina/B. Kastelic/G. Forjanič)                     | Benč & prijatelji                              | 4:14    |
| 12. | „Kadar ognji dogorijo‟ (J. Bončina/A. Štebe/P. Grašič)          | Benč & prijatelji                              | 4:23    |
| 13. | „Navali narod na gostilne‟ (J. Bončina/B. Kastelic/G. Forjanič) | Benč & prijatelji                              | 4:57    |
| 14. | „Joža iz Portoroža‟ (J. Bončina/arr. L. Krajnčan)               | Benč & Big Band RTV Slovenija                  | 4:30    |
| 15. | „Ta noč je moja‟ (J. Bončina/B. Kastelic/L. Krajnčan)           | Benč & Big Band RTV Slovenija                  | 3:10    |

## Posneto
- 2 – Opatija Fest '69
- 3 – Hala Tivoli '73
- 4 – Orlando, Florida '78
- 5 – Dom sportova Zagreb '78
- 6 – Klub Kanu, Zbilje '81
- 7, 8 – Vrhnika '88
- 14, 15 – Majčev dvor '98

## Zasedbe

### Mladi levi
- Janez Bončina Benč – solo vokal
- Dušan Kajzer – kitara
- Vasja Repinc – orgle
- Peter Hudobivnik – bas
- Petar Ugrin – trobenta
- Stanko Arnold – trobenta
- Matjaž Deu – bobni
- Jernej Podboj – tenor saksofon
- Boris Šinigoj – trombon

### Srce
- Janez Bončina Benč – solo vokal
- Marjan Malikovič – kitara, vokal
- Braco Doblekar – konge, timbales, vokal
- Čarli Novak – bas, vokal
- Pavle Ristič – bobni

Gost
- Tihomir Pop Asanović – Hammond B3

### September
- Janez Bončina Benč – solo vokal
- Tihomir Pop Asanović – klaviature
- Braco Doblekar – tolkala, sopran saksofon, vokal
- Petar Ugrin – el. violina, vokal
- Čarli Novak – bas, vokal
- Jadran Ogrin – bas, vokal
- Ratko Divjak – bobni
- Nelfi Depangher – bobni, vokal
- Marjan Malikovič – kitara, vokal

### Legende YU Rocka
- Janez Bončina Benč – solo vokal
- Dado Topić – vokal, bas
- Tihomir Pop Asanović – Hammond B3
- Dragi Jelić – kitara, vokal
- Brane Lambert Živković – klaviature
- Ratko Divjak – bobni

### Benč & Grega Forjanič
- Janez Bončina Benč – solo vokal, kitara
- Grega Forjanič – solo kitara, vokal

### Junaki nočne kronike
- Janez Bončina Benč – solo vokal
- Mare Lebar – kitara, vokal
- Edi Šibenik Veterinni – klaviature, vokal
- Marko Novak – bas, vokal
- Damjan Brezovec Dolenski – bobni

### Benč & prijatelji
- Janez Bončina Benč – solo vokal, ak. kitara
- Primož Grašič – kitara
- Braco Doblekar – vokal
- Blaž Jurjevčič – klaviature
- Jani Hace – bas, vokal
- Ratko Divjak – bobni
- Nino Mureškič – tolkala
- Meta Močnik Gruden – vokal

### Benč & Big Band RTV Slovenija
- Janez Bončina Benč – solo vokal
- Big Band RTV Slovenija
- Lojze Krajnčan – dirigent

Solisti
- Primož Grašič – kitara
- Aleš Rendla – tolkala
- Ratko Divjak – bobni